# Vejruplund
Vejruplund is een plaats in de Deense regio Zuid-Denemarken, gemeente Kerteminde. De plaats telt 236 inwoners (2008).